# Houston, Renfrewshire
Houston, é uma vila na área municipal de Renfrewshire e o maior condado histórico de mesmo nome nas Terras Baixas do centro-oeste da Escócia.
Houston fica dentro do Vale Gryffe, às margens do rio Gryffe, a 10 km a noroeste de Paisley, e é o maior assentamento na paróquia civil de Houston e Killellan, que cobre a vila vizinha de Crosslee e uma série de assentamentos menores no interior rural das aldeias.
A vila cresceu em torno de um castelo do século XVI e uma igreja paroquial dedicada a São Pedro, que deu à área seu antigo nome de Kilpeter ("Cille Pheadair" em gaélico escocês). A antiga vila data principalmente do século XVIII e era uma comunidade planejada, substituindo edifícios anteriores. Historicamente, a economia era baseada na agricultura e em comum com uma série de outras aldeias de Renfrewshire, tecelagem de algodão. A antiga vila foi designada como uma área de conservação em 1968.
Houston era originalmente conhecida como Kilpeter. Em meados do século XII, a taxa de Kilpeter foi concedida por Balduíno de Biggar, Xerife de Lanark, a Hugo de Pettinain. De Hugh, as terras eventualmente ficaram conhecidas como Houston (que significa "Afinação ou mansão de Hugh").
Em uma bula do Papa Honório em 1225–7, as igrejas de Kilmacolm e Houston são citadas como "ecclesiae de Kilmacolme et de Villa Hugonis". Em uma bula posterior do Papa Clemente IV em 1265, as igrejas pertencentes à Abadia de Paisley são listadas, incluindo a igreja de "Howston".